# 楚留香之二蝙蝠傳奇
《楚留香之二蝙蝠傳奇》（英語：Legend of the Bat；又名《楚留香之蝙蝠傳奇》或《蝙蝠傳奇》）是1978年上映的香港邵氏電影，楚原導演，狄龍、凌雲、岳華、爾冬陞、井莉、王钟、余安安主演，唐佳與黃培基擔任武術指導，依照古龍原著小說《楚留香新傳之蝙蝠傳奇》及《楚留香傳奇之畫眉鳥》改編的古裝武俠電影。

## 劇情簡介
繼上集電影《楚留香》，楚留香與一點紅大破神水宮之後，歸途上發現枯梅大師的沉船，又發現在四明山莊聚會的一眾武林高手全部被殺，只留下一個被震成白痴的原隨風。原來近年武林上興起一個蝙蝠島，在哪裡只要有錢，什麼東西都可以買到。於是為求藥的李玉涵夫婦、為救父的金靈芝、為捉拿蝙蝠公子的御前侍衛、還有楚留香、一點紅等人全部前往蝙蝠島一探究竟......

## 演員表
| 演員   | 角色             |
| ------ | ---------------- |
| 狄龍   | 楚留香           |
| 凌雲   | 中原一點紅       |
| 岳華   | 李玉涵           |
| 井莉   | 柳無名           |
| 爾冬陞 | 蝙蝠公子原隨雲   |
| 劉永   | 原隨風           |
| 余安安 | 金靈芝           |
| 王钟   | 勾子長，御前侍衛 |
| 王萊   | 枯梅大師         |
| 劉慧玲 | 高亞男           |
| 顧冠忠 | 丁楓             |
| 徐少強 | 向飛天           |
| 艾飛   | 龍五             |
| 楊志卿 | 公孫潔明         |
| 陳思佳 | 李紅袖           |
| 莊莉   | 宋甜兒           |
| 井淼   | 金靈芝之父       |
| 元華   | 啞奴             |
| 鄧德祥 | 無根和尚         |
| 強漢   | 天地雙殘之一     |
| 詹森   | 拍賣會主持       |
| 元彬   | 船上的白面人     |

## 外部連結
- 豆瓣电影上《蝙蝠傳奇》的資料 （简体中文）
- 时光网上《蝙蝠傳奇》的資料（简体中文）
- AllMovie上《蝙蝠傳奇》的资料（英文）
- 香港影庫上《蝙蝠傳奇》的資料（繁體中文）
- 互联网电影数据库（IMDb）上《蝙蝠傳奇》的资料（英文）